# Scivaismo kashmiro

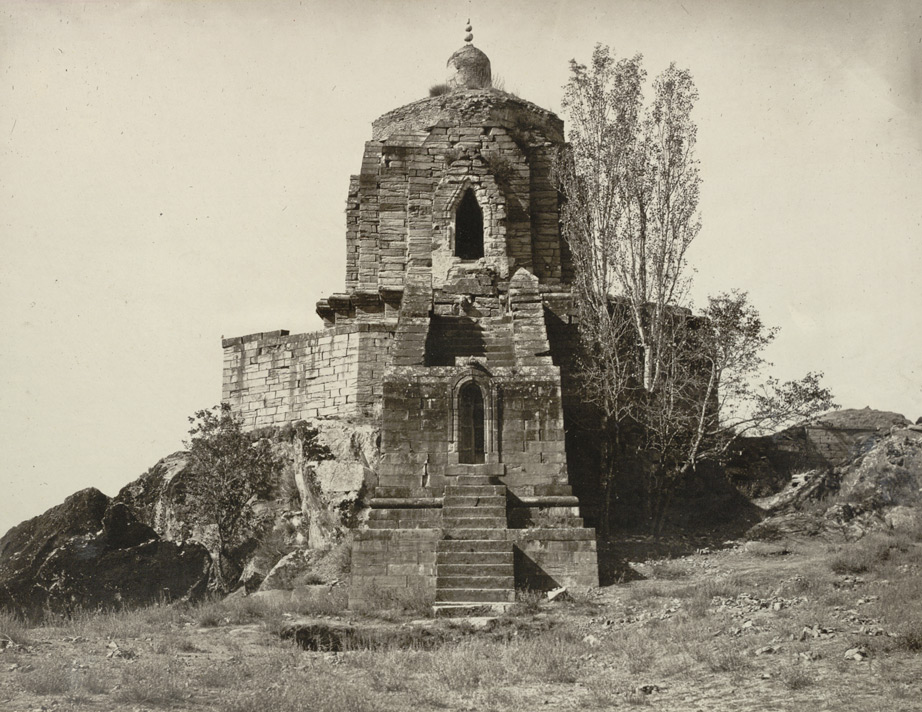
Tempio dedicato a Śiva, Srinagar, valle del Kashmir, II sec. a.e.v. Si suppone che il nome con cui oggi questo tempio è noto, tempio di Adi Shankara, sia dovuto al fatto che il filosofo qui soggiornò quando visitò la valle.

Il Trika Sampradāya, impropriamente definito "Śivaismo del Kashmir, è un sistema filosofico costituito da movimenti religiosi e scuole esegetiche sorto nella regione del Kashmir intorno all'VIII-IX secolo e poi protrattosi fino al XIV secolo. Sviluppatosi nell'ambito di più antiche tradizioni tantriche seguite dagli strati più popolari, si è successivamente allargato negli ambienti brahmanici, prima come religione dei capofamiglia, quindi anche come speculazione teologica. Di carattere monistico qualificato, queste scuole śaiva del Kashmir sostengono l'identità fra gli individui, l'universo e l'Assoluto, qui identificato con Śiva.

## Origini e sviluppi dello scivaismo kashmiro

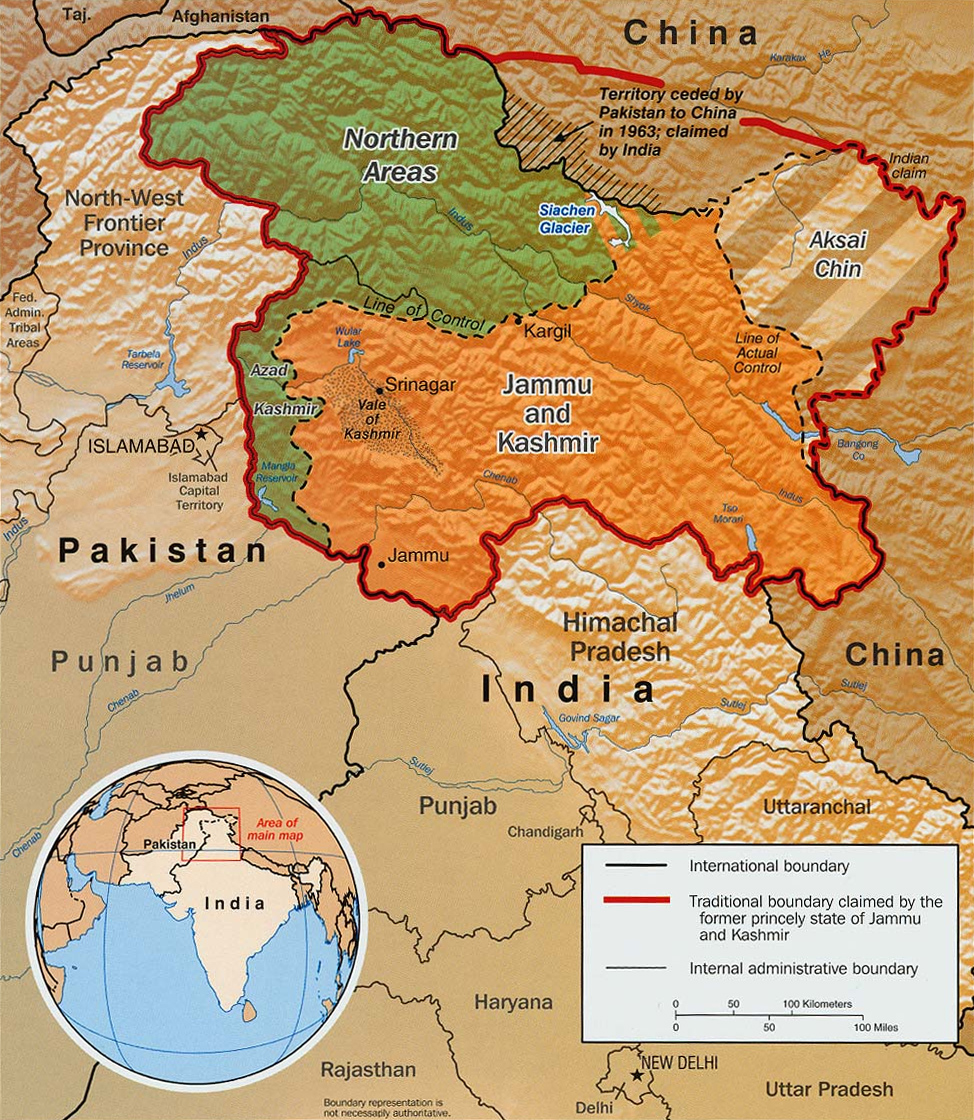
Carta geografica con in evidenza la regione del Kashmir, suddivisa nei territori oggi facenti parte di India, Pakistan e Cina

L'indologo britannico Mark Dyczkowski osserva preliminarmente che il termine "scivaismo kashmiro" può dare luogo a fraintendimenti, dato che il sistema di tradizioni e scuole che con questo nome viene usualmente indicato, non comprende tutte le tradizioni śaiva del Kashmir, ma soltanto quelle che condividevano un preciso insieme di testi, i tantra non-dualisti (indicati con Āgama Śāstra in queste tradizioni), tradizioni che quindi si possono definire moniste. Non è quindi da ritenersi inclusa, nello scivaismo kashmiro, un'altra importante tradizione che, sebbene in seguito si sia diffusa nelle regioni meridionali dell'India, ebbe origine proprio nel Kashmir: lo Śaivasiddhānta, tradizione śaiva essenzialmente dualista che adottava come testi canonici anche i Veda.
Il termine, "scivaismo kashmiro", deriva da un testo di J. C. Chatterjee, Kashmir Shaivaism (Srinagar, 1914), che fu il primo a usare questo termine nell'accezione oggi adoperata.
(tradotto da J. C. Chatterjee, Kashmir Shaivaism, State University of New York Press, 1986 (1914))
Poco si conosce sulle origini di queste tradizioni śaiva nel Kashmir, a quanto pare già diffuse verso gli inizi del IX secolo, epoca nella quale ormai si dà per certa l'esistenza di parte delle prime opere scritte di queste tradizioni, gli Āgama Śāstra. Il regno del Kashmir, che in quei tempi era più esteso del territorio federato indiano attualmente noto con questo nome, lo Jammu e Kashmir, era stato e ancora era culla di molte tradizioni religiose, non soltanto hindu, ma anche buddhiste, nonché patria di valenti grammatici, astronomi e matematici, terra quindi fertile spiritualmente e scientificamente.
Questi primi testi testimoniano l'esistenza di diverse sottoculture religiose che non si rifacevano all'ortodossia brahmanica dei Veda e dei Purāṇa, ma possedevano carattere essenzialmente tantrico: tradizioni che avevano un seguito al di fuori dei circoli brahmanici, nelle fasce più umili della popolazione, tradizioni quindi trasgressive, con culti e divinità proprie. Kalhaṇa, storico kashmiro del XII secolo, scrive di templi dedicati a Śiva esistenti nel Kashmir già nell'epoca dell'impero di Aśoka (III sec. a.e.v.). Le tradizioni tantriche, che non erano soltanto una prerogativa dell'induismo ma anche del buddhismo, sono suddivisibili a seconda delle divinità principali: quelle che qui interessano sono quelle che si riferiscono, anche se non esclusivamente, a Bhairava.
Bhairava ("Il Tremendo") è ipostasi aggressiva e terrificante del deva Śiva, considerato essere, in alcune di queste tradizioni, la forma divina dell'Assoluto, Assoluto indicato con molti nomi, tra cui Śiva stesso o anche Paramaśiva ("Śiva Supremo"). Molte delle tradizioni śaiva hanno come fine spirituale proprio l'identificazione con Bhairava, divinità vista anche come quel potere che distruggendo la nescienza, conduce dal microcosmo al macrocosmo, dall'individuo al divino. Il ricongiungimento con l'Assoluto, o in altre parole, il riconoscimento della propria natura come essenzialmente divina, è l'elemento comune, il fine soteriologico di tutte queste tradizioni.
Gli studiosi designano con Kula l'insieme di queste tradizioni religiose, tradizioni che possono definirsi śakta (da śakti, "potenza", "energia") in quanto l'energia divina è personificata come dea e come tale venerata. Il nome, Kula ("famiglia"), è associato a una coppia di dèi, Kuleśvara e Kuleśvarī (rispettivamente "Signore" e "Signora della famiglia"), divinità di una delle più antiche di queste tradizioni, la Pūrva-āmnāya ("trasmissione orientale" o anche "trasmissione antica"). Occorre rimarcare che in queste tradizioni, pur essendo contemplate e venerate non poche divinità, Śiva-Bhairava conserva sempre una supremazia di carattere metafisico: le dee sono Sue emanazioni, potenze che agiscono nel cosmo e nell'individuo.
Nell'insieme delle tradizioni del Kula occorre infine distinguere due successivi sviluppi: le tradizioni, o scuole religiose, del Trika e del Krama: la prima derivante dalla già menzionata "trasmissione orientale", la seconda dalla "trasmissione settentrionale".
Col tempo queste tradizioni religiose cominciarono ad attrarre sempre più adepti, fino a coinvolgere brahmani e personaggi altolocati. A partire dal IX secolo circa, alcuni di questi brahmani e pensatori diedero inizio a un'esegesi delle scritture tradizionali, gli Āgama Śāstra, con l'intento di fornire così una base teorica interpretativa che sancisse queste pratiche nell'ordinarietà religiosa dell'epoca. Il punto più alto fu raggiunto dal filosofo Abhinavagupta e dal suo discepolo Kṣemarāja (XI secolo circa), che riuscirono a debellare anche la corrente dualistica dello Śaivasiddhānta nel Kashmir. Ad Abhinavagupta si deve la sistematizzazione delle varie dottrine esposte dalle tradizioni śaiva del Kashmir, la loro sintesi in una visione chiara, coerente e completa, tant'è che attualmente col termine "scivaismo del Kashimr" ci si riferisce tout court proprio alla visione che questo filosofo riuscì a dare. Senza il suo apporto sarebbe forse difficile districarsi fra le varie scuole, individuarne gli elementi comuni e risolverne le divergenze.
Difatti, le scuole e tradizioni śaiva kashmire cominciarono a declinare proprio poco tempo dopo l'epoca di Abhinavagupta e del suo discepolo Kṣemarāja, con l'invasione musulmana del XII secolo, invasione che fece di quella regione un sultanato durato cinque secoli.
In epoca moderna, per opera di alcuni seguaci e studiosi c'è stata una ripresa di alcune di queste tradizioni. Fra questi va menzionato soprattutto lo Swami Lakshman Joo (1907 – 1991) che tradusse e commentò molte scritture delle tradizioni śaiva del Kashmir. Rāmeśvara Jha, vissuto anch'egli nel XX secolo a Varanasi, si è prodigato nella diffusione della dottrina formando diversi discepoli.

## Classificazione della tradizione scritta

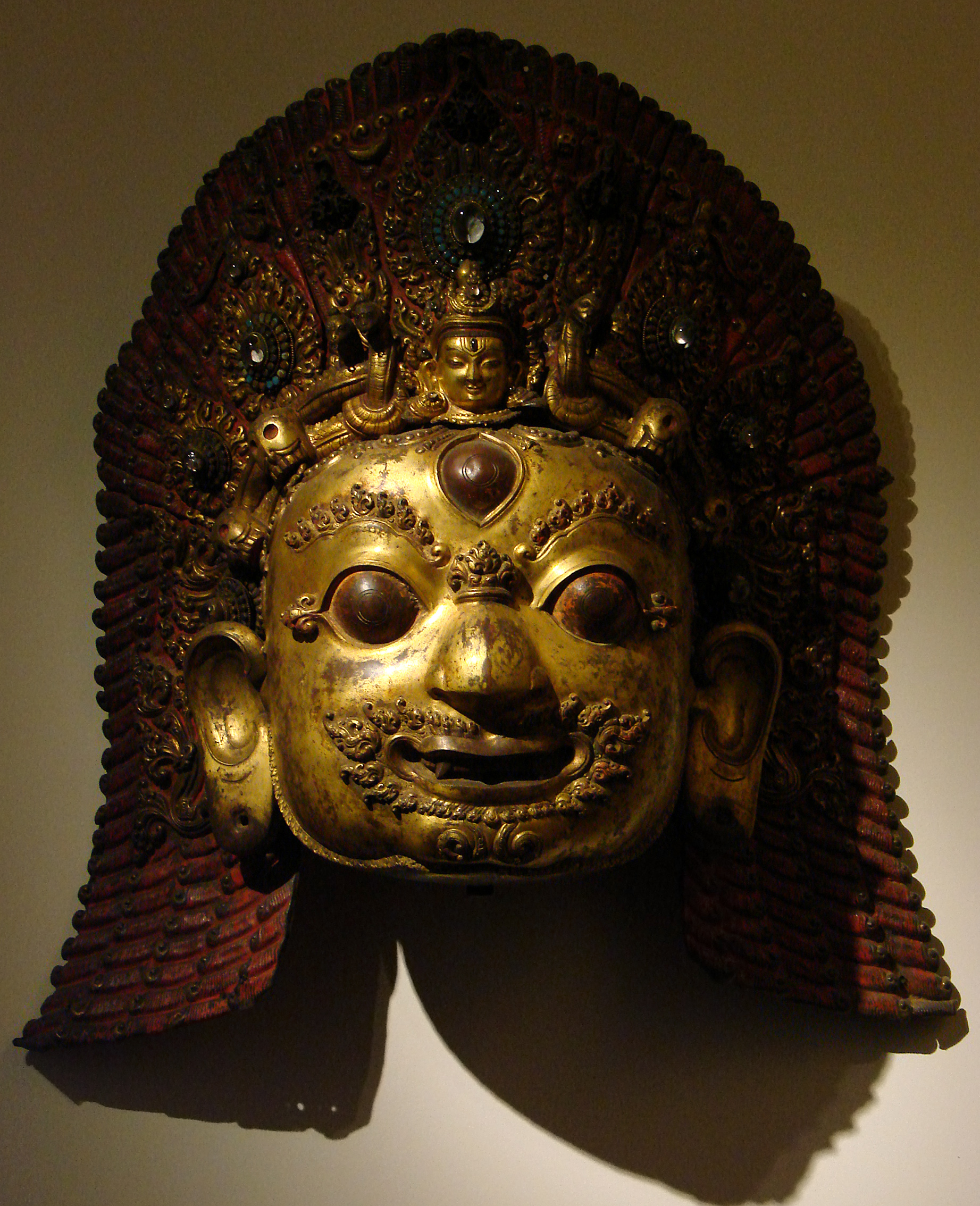
Maschera raffigurante Śiva nel suo aspetto Bhairava, Nepal, XVI-XVII secolo. Bhairava (il Tremendo), una delle ipostasi di Śiva, in molte delle tradizioni tantriche śaiva è inteso come colui che dissolvendo l'ignoranza spirituale consente lo slancio verso livelli di conoscenza spiritualmente superiori.

La tradizione scritta dello scivaismo kashmiro può essere suddivisa in tre categorie: Āgama Śāstra, Spanda Śāstra e Pratyabhijñā Śāstra. Il termine śāstra significa regola, insegnamento, e indica genericamente una scrittura ritenuta sacra.

### Āgama Śāstra
Gli Āgama Śāstra sono opere in versi considerate di origine divina: āgama vuol dire "tradizione", "tramandato". Trasmessi oralmente da maestro a discepolo, questi testi furono poi messi per iscritto in epoche più recenti, ragion per cui è spesso difficile risalirne all'età. I contenuti riguardano soprattutto il rito, le pratiche cultuali e yogiche, le regole di vita quotidiane, eccetera, con argomenti che comunque spaziano notevolmente, fino all'architettura sacra, alla cosmologia e all'alchimia.
Essi comprendono i 64 tantra non-dualisti (ādvaita) che la tradizione vuole enunciati dal personaggio mitologico Tryambaka, figlio spirituale di Durvāas, cui Śiva stesso affidò il compito di diffondere lo scivaismo nel mondo. Tra questi testi ricordiamo: il Mālinīvijaya Tantra, lo Svacchanda Tantra, il Vijñānabhairava Tantra, il Netra Tantra, il Mṛgendra Tantra, il Rudrayāmala Tantra, la Parātriṃśikā, il Tantrasadbhāva, eccetera. Il corpus è anche noto col nome di Bhairava tantra o anche Bhairava āgama.

Accanto a questi tantra va senz'altro affiancato lo (o gli) Śivasūtra, opera fondamentale per le scuole dello scivaismo kashmiro. Rivelati al mistico Vasugupta (VIII-IX secolo), questi sūtra costituiscono uno dei testi più importanti per le scuole in oggetto.

### Spanda Śāstra
Gli Spanda Śāstra sono testi che approfondiscono alcuni aspetti già enunciati negli Śivaūtra e negli Āgama Śāstra; si tratta quindi, come anche per i Pratyabhijñā Śāstra, di letteratura post-scritturale. Spanda significa "vibrazione", "palpitante", con riferimento all'aspetto dinamico della potenza divina. Spanda è anche il nome di una delle quattro principali scuole dello scivaismo kashmiro. L'opera principale è la Spandakārikā (VIII-IX secolo), con i suoi commenti, fra cui lo Spandasaṃdoha (commento soltanto dei primi sūtra), e lo Spandanirṇaya (commento del testo completo), entrambi del filosofo Kṣemarāja.

### Pratyabhijñā Śāstra
I Pratyabhijñā Śāstra sono gli scritti con contenuti di carattere principalmente metafisico e teologico. Pratyabhijñā è termine usualmente tradotto con "riconoscimento", oltre che essere il nome di una delle scuole esegetiche dello scivaismo kashmiro. Il "riconoscimento" è quello della propria natura divina, di cui, secondo la scuola, si è dimentichi, inconsapevoli. Le opere più importanti sono: la Śivadṛṣṭi di Somānanda; la Īśvarapratyabhijñākārikā, l'opera fondamentale di Utpaladeva; i due relativi commenti di Abhinavagupta, la Īśvarapratyabhijñāvirmaśinī e la Īśvarapratyabhijñāvivṛitivirmaśinī; la Pratyabhijñāhṛdya di Kṣemarāja. Accanto a questi occorre poi affiancare la grande sintesi operata da Abhinavagupta (X-XI secolo) nel suo fondamentale Tantrāloka ("Luce sui Tantra").

## Principali esponenti dello scivaismo kashmiro

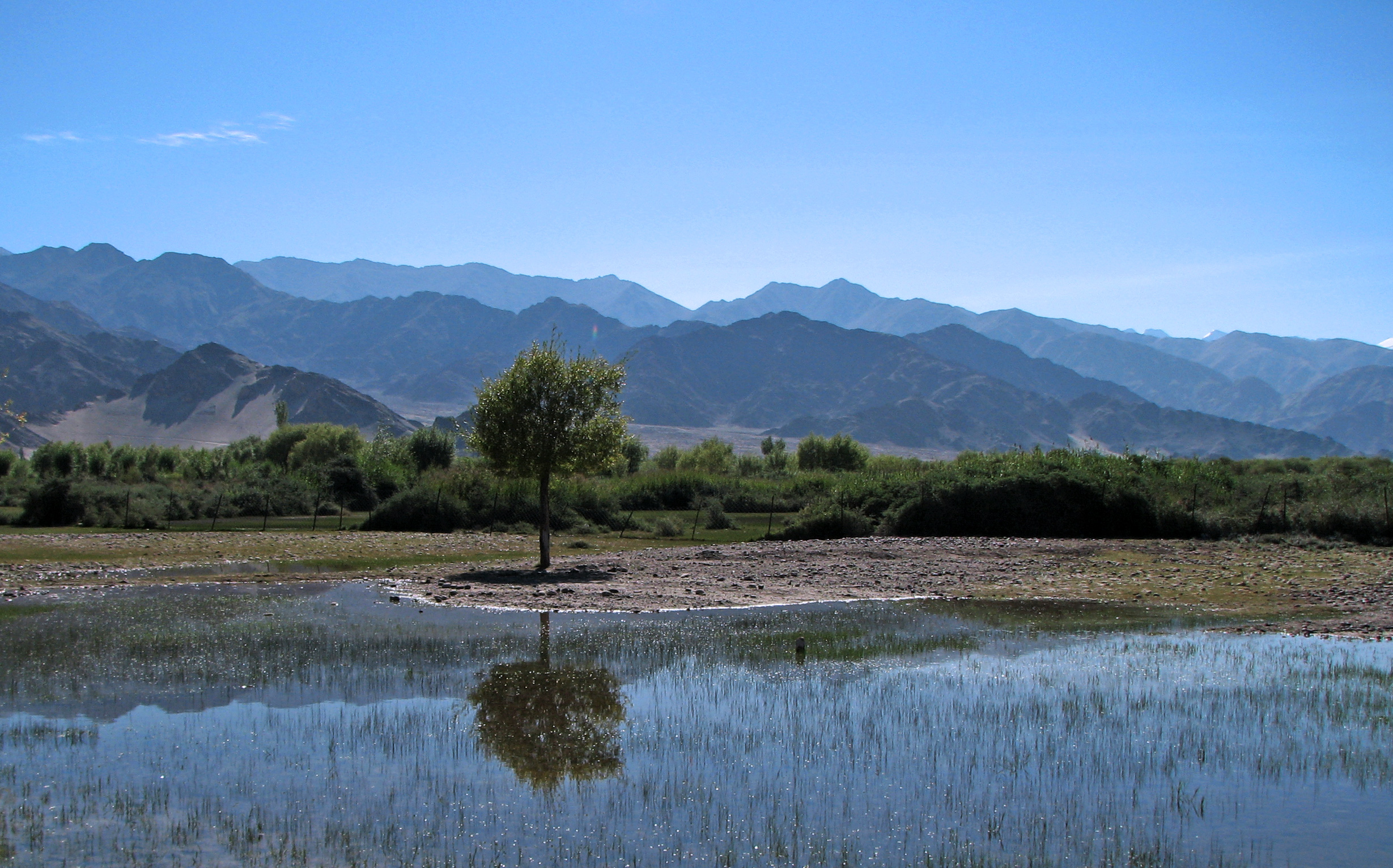
Paesaggio caratteristico nella valle del Kashmir. Il Kashmir è la regione più settentrionale del territorio indiano, ai piedi della catena montuosa dell'Himalaya, fra il Pakistan e la Cina.

### Vasugupta
Stante alla tradizione, Vasugupta (VIII – IX secolo) ricevette in sogno da Śiva le indicazioni per recarsi sul monte Mahādeva e rinvenire là, su una lastra di roccia, gli aforismi che costituiscono gli Śivasūtra, così come il Dio stesso li aveva incisi. Estremamente concisi e spesso enigmatici, gli Śivasūtra ("I sutra di Śiva") costituiscono il punto di avvio per le tradizioni śaiva esegetiche del Kashmir: l'opera viene considerata fondamentale da tutte queste scuole e ad essa fanno riferimento gran parte degli esponenti di queste medesime tradizioni.

### Bhaṭṭa Kallaṭa
Autore, molto probabilmente, della Spandakārikā ("Le strofe dello Spanda"), opera fondamentale della scuola esegetica dello Spanda, Bhaṭṭa Kallaṭa (IX secolo) fu allievo diretto di Vasugupta.

### Jñānanetra
Jñānanetra (IX secolo) (anche noto col nome di Śivānanda) è ritenuto il fondatore della scuola Krama, essendo stato, secondo la tradizione, direttamente iniziato dalla dea Maṅgalā, aspetto benevolente della dea Kālī. Di lui si conserva un'unica opera, il Kālikā-stotra, inno dedicato alla Dea.

### Somānanda
Somānanda (IX secolo) con la sua Śivadṛṣṭi ("La Visione di Śiva") è da ritenersi il fondatore della scuola Pratyabhijñā.

### Utpaladeva
Utpaladeva (X secolo), discepolo di Somānanda, portò a compimento l'opera del maestro con la Īśvarapratyabhijñākārikā ("Le Strofe di riconoscimento del Signore"). Egli fu anche maestro del Krama e del Trika.

### Bhāskara
Bhāskara (X secolo) fu uno degli esponenti della scuola dello Spanda: egli si riallaccia a Bhaṭṭa Kallaṭa, e quindi a Vasugupta, attraverso la successione di maestri: Śrīkaṇṭa Bhaṭṭa, Mahādeva Bhaṭṭa, Prajñārjuna, Pradyumna Bhaṭṭa. Bhāskara scrisse un commento agli Śivasūtra di Vasugupta, lo Śivasūtravārttika.

### Abhinavagupta
Le tradizioni śaiva del Kashmir furono sistematizzate dal filosofo Abhinavagupta (X – XI secolo) nella sua opera più importante, il Tantrāloka ("La Luce dei Tantra"), un'opera in versi che si presenta come una sintesi originale delle tradizioni monistiche esistenti al suo tempo. Abhinavagupta riuscì ad appianare tutte le apparenti differenze e le disparità tra queste diverse scuole, offrendo così un'unitaria, coerente e completa visione di queste tradizioni. A causa della lunghezza eccezionale (5.859 versi) del Tantrāloka, Abhinavagupta stesso fornì una versione più breve in prosa, nota come Tantrasāra ("L'Essenza dei Tantra").
Nel lignaggio della Pratyabhijñā Abhinavagupta fu allievo di Lakṣmaṇagupta, e costui di Utpaladeva, commentando con due testi l'opera di quest'ultimo: la Īśvarapratyabhijñāvirmaśinī e la Īśvarapratyabhijñāvivṛitivirmaśinī. Ma Abhinavagupta si riallaccia anche alla scuola dello Spanda, essendo stato anche allievo di Bhāskara; e alla scuola del Krama, essendo stato allievo indiretto di Utpaladeva.

### Kṣemarāja
Discepolo illustre di Abhinavagupta, Kṣemarāja (X – XI secolo) si mosse, come il maestro, fra più scuole e fu principalmente un prolifico autore di commenti. Nella tradizione dello Spanda commentò due volte le Spandakārikā con la Spandanirṇaya e lo Spandasaṃdoha. Nella scuola della Pratyabhijñā scrisse il Pratyabhijñāhṛdya ("Il Cuore del Riconoscimento") cui accluse un commento. Kṣemarāja scrisse poi uno dei due commenti più importanti agli Śivasūtra di Vasugupta, lo Śivasūtravimarśinī, nel quale fornisce un'interpretazione che si discosta dalla tradizione esegetica dello Spanda.

### Jayaratha
Jayaratha (1150-1200 d.C.), aggiunse il suo commento al Tantrāloka nella sua opera fondamentale, il Tantrālokavārttika (o anche Tantrālokaviveka), compito di grande difficoltà che egli perseguì per tutta la sua vita. Il filosofo fornì così spiegazioni contestuali, numerose citazioni e chiarimenti, senza i quali certi passaggi del Tantrāloka sarebbero stati difficilmente accessibili al giorno d'oggi.

## Definizioni dello scivaismo kashmiro
Gli studiosi hanno definito e classificato lo scivaismo del Kashmir in molti modi: idealismo monistico, idealismo realistico, monismo idealistico, monismo concreto, e altro ancora. È un idealismo poiché vi si afferma che nulla può essere sperimentato se non se ne ha una percezione: ciò che dà realtà all'oggetto è la sua percezione stessa; l'oggetto è quindi una forma della consapevolezza che ne abbiamo. Questo concetto nucleare viene esteso a ogni categoria dell'esistenza, a ogni elemento del cosmo, portando a concludere che tutto ciò che appare non è che l'espressione multiforme e infinitamente rappresentata di un unico ente, la Coscienza. Persino i miraggi, le visioni e i sogni sono fenomeni ritenuti reali, e ciò che differenzia le varie percezioni è soltanto conseguenza del diverso grado di partecipazione alla Coscienza assoluta. La materia stessa, seppure in una forma limitata ("contratta") è dotata di consapevolezza.
(Kṣemarāja, Spandanirṇaya; citato in Dyczkowski 2013, p. 80)
(Abhinavagupta, Īśvarapratyabhijñāvivṛitivirmaśinī; citato in Dyczkowski 2013, p. 82)
In altre parole, ciò che del mondo si percepisce è una visione più o meno parziale di quell'unica realtà che è la Coscienza, in virtù della quale la percezione stessa è possibile, sebbene diversa a seconda del nostro grado di partecipazione. In questo senso il mondo è reale (e dunque si parla di "idealismo realistico"), esso non è né illusione né una nostra costruzione mentale: ciò che ci differenzia sono le limitazioni, conseguenze necessarie della Coscienza che si manifesta come molteplice anziché Una.
L'accademico Kamalakar Mishra definisce lo scivaismo kashmiro un idealismo assoluto: il mondo non è che l'estensione di un'unica mente cosmica. Non è quindi un idealismo soggettivo, per il quale il modo sarebbe una creazione della mente individuale: il mondo al contrario è reale; ma nemmeno lo si può definire un sistema realista, perché non esiste una realtà altra dalla mente cosmica: tutto esiste nella Coscienza assoluta. Il mondo, estensione dell'Assoluto, non è dunque una Sua trasformazione, e nemmeno è qualcosa creato dal nulla. Abhinavagupta spiega questo concetto affermando che il mondo è il riflesso (pratibimba) della Coscienza da Sé stessa in Sé stessa.

## Concetti dello scivaismo del Kashmir

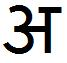
La prima lettera dell'alfabeto sanscrito in scrittura devanāgarī, simbolo dell'Assoluto.

### Anuttara, l'Assoluto
Anuttara è uno dei termini con cui è designato il principio ultimo nello scivaismo kashmiro. Tra le molteplici interpretazioni abbiamo: "supremo", "realtà insuperabile"; "indicibile", "senza pari". Nella lingua sanscrita Anuttara è associato alla prima lettera dell'alfabeto, "A" (in scrittura devanagari "अ"). L'Assoluto è anche indicato in molti altri modi, a seconda del contesto e di ciò che si vuol mettere in evidenza: Paramaśiva (Supremo Śiva), o più semplicemente Śiva; Śiva-Śakti (unione indissolubile di Śiva e Śakti); Kula (Coscienza suprema: così nelle tradizioni del Kula); citi (coscienza); Bhairava (così in alcuni testi degli Āgama Śāstra).
Come concetto, Anuttara differisce da quello di trascendenza in quanto, anche se l'Assoluto è al di là di tutto, ciò non implica uno stato di separazione dall'universo. Paramaśiva è al di là del mondo ma anche nel mondo: è Assoluto sia nel senso che Egli non dipende da altro (nirapekṣa), sia nel senso che tutto ciò che esiste è Sua espansione (prasāra). Egli è sia trascendente che immanente.

### Svātantrya, la libera volontà autogenerata
Conosciuto sotto il nome di svātantrya, il libero arbitrio è all'origine stessa della creazione dell'universo. Paramaśiva, infatti, essendo assolutamente indipendente, è libero di agire come di non agire; Egli non nutre bisogni, ma tutto ciò che fa è attività spontanea, è gioco (lilā) senza causa né fine alcuno. Il mondo, che è Sua espansione, è soggetto alla legge di causalità, ma Paramaśiva non ne è influenzato.
Svātantrya è una delle qualità di Dio. I singoli soggetti coscienti possono partecipare in vari gradi a questa sovranità divina, possedendo un grado di libero arbitrio limitato dal loro livello di coscienza. Così, tutti i soggetti sono dotati di libero arbitrio, ma generalmente ignorano questo potere. Questa ignoranza è essa stessa un aspetto di Svātantrya, e può essere rimossa solo da questa stessa volontà divina.
Una delle funzioni di svātantrya è infatti quella di favorire la grazia divina (śaktipāta, o anche anugraha): la liberazione spirituale non è garantita solo attraverso lo sforzo, ma dipende, in ultima analisi, dalla volontà di Dio. Così, il discepolo non può che offrire se stesso e lasciare che la grazia divina scenda e dissolva le limitazioni che schermano la sua coscienza.

### Śiva-Śakti, l'Assoluto come Coscienza-Energia
Secondo la visione filosofica dello scivaismo kashmiro, la coscienza (citi o anche saṃvit) non è una funzione del corpo, ma un ente non materiale indipendente (tattva) che il corpo supporta: è coscienza come principio ontologico e non biologico. Essa è presente non solo in ogni essere vivente, ma anche nella materia stessa, dove è concepita come "coscienza sopita". Dunque, tutto è coscienza, o, il che è lo stesso dire, la coscienza è quel sostrato che accomuna ogni cosa, l'essenza ultima. Questa essenza ultima, che è perciò Coscienza assoluta, è un aspetto dell'Assoluto, aspetto che viene usualmente indicato con Śiva (il termine tecnico è śiva tattva). Śiva è Coscienza assoluta.
L'attività con cui Paramaśiva emana il mondo è diretta conseguenza della Sua beatitudine (ānanda), essa è dunque puramente spontanea, non finalizzata né causata. Questo dinamismo è chiamato in molti modi a seconda della scuola: spanda ("vibrazione"); śakti ("energia"); kriyā ("attività"); vimarśa ("attività ideativa"), eccetera. In senso generico, è adoperato il termine śakti. Śakti non è un attributo di Paramaśiva, ma un Suo stesso aspetto, che viene messo in evidenza per affiancarlo all'altro, la Coscienza. In tal senso si usa anche l'espressione Śiva-Śakti per indicare l'Assoluto, quando si vuol mettere in evidenza questo Suo duplice aspetto. Paramaśiva, l'unica Realtà, è Coscienza attiva, o anche Energia cosciente.
In questa connotazione, lo scivaismo kashmiro differisce dall'Advaita Vedānta, nel quale l'Assoluto, Brahman, è invece descritto come Coscienza assoluta priva di qualsivoglia dinamismo. E di più: la posizione vedantina è criticata in quanto, si obietta, se Brahman fosse inerte, Egli non potrebbe conoscere sé stesso, in quanto la conoscenza implica necessariamente un'attività. Paramaśiva è invece autocosciente proprio in virtù della sua stessa attività (kriyā).
Ogni individuo possiede sì una coscienza limitata, ma essa è potenzialmente assoluta, perché la Coscienza, essendo essenza ultima, non è divisibile, è al più sopita o offuscata, latente, come è appunto il caso dell'individuo non realizzato.

### Aham, il cuore di Śiva
Aham (letteralmente "io") è il concetto di Realtà suprema inteso come "cuore". È considerato come lo spazio non duale interno a Śiva, e anche come il supporto dell'intera manifestazione, il supremo mantra, identico a Śakti.

### Ābhāsa, il mondo come riflesso
Come si è detto, nello scivaismo kashmiro il mondo è concepito quale estensione dell'Assoluto in sé stesso, o suo riflesso. Questo riflesso è ciò che il singolo individuo (aṇu o anche paśu) può generalmente percepire; essendo egli limitato, la sua visione è incompleta (apūrṇa), e la Realtà gli si presenta dunque come apparenza (ābhāsa) di qualcos'altro. Quest'apparenza, questo riflesso, è però ben reale, in quanto ha innanzitutto una valenza epistemica. In secondo luogo non è illusione, non è "scambiare una cosa per un'altra", come invece sostiene l'Advaita Vedānta. Il mondo non è una realtà altra e nemmeno è illusione: è Śiva che appare in quella forma che chiamiamo mondo.
Il considerare il mondo reale, non creato e dunque quale estensione dell'Assoluto, pur se riflessione, ha ovviamente ripercussioni etiche importanti: il tāntrika non ritiene che l'umanità e la natura siano altro da sé, egli ha un atteggiamento positivo e di rispetto verso ogni manifestazione.

### Kula, la famiglia spirituale
Kula è un concetto complesso, tradotto generalmente come "famiglia" o "gruppo". Come la trama di un tessuto si compone di tanti fili, così la via tantrica si presenta su vari piani come una totalità formata da molte parti, interconnesse e complementari (il termine tantra può essere reso con "trama di un tessuto"). Questa totalità è chiamata famiglia in quanto i diversi elementi che la compongono hanno un legame comune unificante, che in definitiva è il Signore Supremo stesso, Śiva.
Nelle dottrine relative alle tradizioni del Kula (o Kaula), l'attenzione è lontana dalle elaborazioni filosofiche complesse ed è più diretta alla pratica. Per esempio, il Kaula propone una forma di alchimia del corpo in cui gli aspetti più grossolani del proprio essere (impulsi, istinti, eccetera) si dissolvono in quelli più sottili, in quanto tutti sono considerati come formanti un'unica famiglia (un kula), che si basa su Śiva come ultimo principio.

## I 36tattva
Le scuole śaiva moniste del Kashmir intendono l'universo come il processo di espansione dell'Assoluto, indicato con molti termini, a seconda della scuola e dei testi: spesso con Paramaśiva ("Śiva supremo"), o più semplicemente con Śiva; o anche Maheśvara ("Grande Signore"); Parameśvara ("Signore supremo"). Nelle tradizioni del Kaula è adoperato anche il termine Kula ("Famiglia", nel senso di "Totalità"). Nella tradizione del Trika l'Assoluto è altresì personificato come divinità, riferendosi così a Bhairava, ipostasi terrifica di Śiva.
L'Assoluto, dunque, non crea il mondo, ma si espande o, come è descritto nel Tantrāloka, riflette Sé stesso in Sé stesso apparendo come mondo. Essendo pertanto Egli sia al di là di ogni altra cosa esperibile, sia il principio da cui tutto scaturisce e di cui ogni cosa è parte, è da intendersi come avente contemporaneamente le qualità di trascendenza e immanenza. L'espansione dell'Assoluto, la cosmogonia, è descritta attraverso un insieme di principi costitutivi, categorie (tattva) intese come emanazioni dell'Assoluto stesso. Il numero e le caratteristiche di tali categorie variano a seconda della scuola. Il filosofo Abhinavagupta (X-XI sec.), nel capitolo IX del suo Tantrāloka, sistematizzando la dottrina del Trika, espone un processo costituito da 36 tattva, rifacendosi alle categorie proprie della scuola Pratyabhijñā. Questo stesso insieme è poi interpretato, quando visto in senso inverso, come percorso spirituale, quella via salvifica che riconduce il singolo all'Uno, riunisce l'uomo a Dio.
Le 36 categorie descritte da Abhinavagupta delineano due cammini: il puro e l'impuro. Al primo cammino, detto puro perché al di là di ogni dualità, appartengono cinque categorie effetti di altrettanti aspetti dell'Assoluto, aspetti che in letteratura vengono dette potenze (śakti). L'analogia adoperata per illustrare la connessione fra l'Assoluto e queste potenze è quella del fuoco: il fuoco possiede i poteri di illuminare, riscaldare, cuocere, bruciare, eccetera, ma il fuoco è e resta fonte unica di queste capacità, che dal fuoco stesso non possono essere scisse come entità autonome.
Le potenze sono:
- cit: "intelligenza"[51]

La potenza intellettiva (cicchakti) è l'onniscienza di Paramaśiva, descritta come Coscienza assoluta.
- ānanda: " beatitudine"

La potenza di beatitudine (ānandaśakti) è descritta come esuberanza spontanea, gioia di Paramaśiva, qualcosa di simile al gioco (lilā) di un bambino, o a una danza libera e beata. Paramaśiva emana il mondo proprio per questa Sua capacità.
- icchā: "volontà"

La potenza di volontà (icchāśakti) è la potenzialità di farsi altro da Sé, di emanare cioè il mondo.
- jñāna: "conoscenza"

La potenza di conoscenza (jñānaśakti) è la capacità di ideazione, è consapevolezza del molteplice all'interno dell'unità.
- kriyā: "attività"

La potenza di attività (kriyāśakti) è capacità di far apparire il molteplice, il mondo, sempre all'interno dell'unità.
Il cammino puro è dunque costituito dalle seguenti cinque categorie:
1. śiva ("propizio", "benevolo"), effetto della intelligenza: śiva tattva è la coscienza pura, inattiva e non manifesta; è Śiva come Coscienza assoluta, soggetto irrelato; è «Io». È questa la prima categoria che Abhinavagupta espone, lo śiva tattva, che egli distingue pertanto dall'Assoluto, Paramaśiva o Śiva tout court, ponendo quest'ultimo al di fuori delle 36 categorie. Non così il filosofo Utpaladeva (X sec.), esponente della scuola Pratyabhijñā, che intende Paramaśiva come la prima delle categorie. Così commenta l'orientalista Raffaele Torella:
(Torella, in Vasugupta 1999, p. 51)
2. śakti ("potenza", "energia"), effetto della beatitudine: śakti tattva è l'altro polo dell'Io, è la potenza che permette all'oggetto di manifestarsi e al soggetto di poter affermare "Io sono"; è «Questo». Mentre la prima categoria è il soggetto, la seconda, śakti tattva, è l'oggetto: è l'insieme di tutte le potenze dell'Assoluto che in questo stadio del cammino cominciano a delinearsi. Tali potenze, o più semplicemente la potenza dell'Assoluto è indicata, nelle varie scuole, con molti nomi e spesso personificata come dea, compagna di Śiva o di sue manifestazioni; anche oggetto di culto in molte tradizioni, specie le śakta, come le dee Kālī, Tripurasundarī, Kuṇḍalinī, Pārvatī, eccetera. Nella scuola dello Spanda, la Potenza è indicata anche col nome di spanda ("vibrazione"), realtà dinamica onnipresente nella manifestazione. Nella scuola del Trika è descritta come avente un triplice aspetto, nelle tre dee Parā ("Suprema"), Parāparā ("Suprema-non suprema"), Aparā ("Non suprema"). Nella scuola della Pratyabhijñā è identificata con la capacità ideativa (vimarśa). Sulla personificazione della śakti, così si esprime l'indologo francese André Padoux:
(Padoux, Op. cit., p. 80)

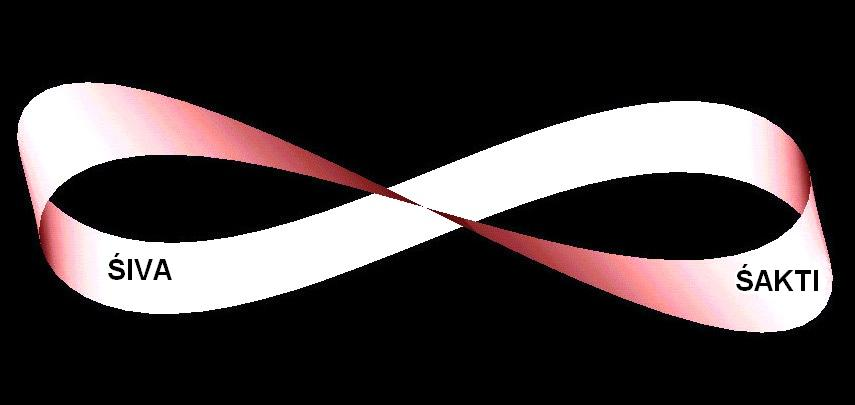
Rappresentazione grafica dell'unità Śiva-Śakti mediante il Nastro di Möbius. Questa unità, spiega uno degli esponenti della scuola del Krama, Maheśvarānanda (che propone l'esempio di un toro e di un elefante disegnati sovrapposti), è intuibile come gestalt, come qualcosa cioè che mostra due aspetti a seconda di come la si guarda.

Queste due prime categorie, śiva tattva e śakti tattva, o più semplicemente Śiva e Śakti, non sono da intendersi come sequenziali, ma connotazioni della medesima Realtà ultima: i due aspetti indissolubili dell'Assoluto: Coscienza e Energia. L'Assoluto, Paramaśiva, è Energia cosciente. L'espansione vera e propria ha inizio col terzo tattva: fin qui il soggetto e l'oggetto costituiscono un'unità indistinta. Adesso l'Assoluto, per effetto delle tre potenze di volontà (icchā), di conoscenza (jñāna) e di attività (kriyā) vuole l'oggetto (il mondo in senso lato), lo concepisce, lo forma in Sé. La funzione dello śakti tattva è proprio quella di avviare questo processo.
3. sadāśiva (Śiva "eterno"), effetto della volontà: sadāśiva tattva è l'affermazione del soggetto sull'oggetto; è «Io sono questo».
4. īśvara ("signore"), effetto della conoscenza: īśvara tattva è l'affermazione dell'oggetto sul soggetto; è «Questo sono io».
5. śuddhavidyā ("conoscenza pura"), effetto della attività: śuddhavidyā tattva è lo stadio in cui soggetto e oggetto si equilibrano e si conoscono distinti ma uniti; è «Io questo» (o anche «Io sono e questo è»).
Queste prime cinque categorie rappresentano dunque il passaggio dall'unità indistinta «soggetto-oggetto» dell'Assoluto, alla coppia «soggetto e oggetto» identificabili e ancora uniti. L'universo non esiste ancora, ma l'Assoluto ha ora riconosciuto in sé la possibilità di farsi altro.
La sesta categoria, quella che pone termine al cammino puro (śuddha) aprendo l'impuro (aśuddha), è māyā, altro aspetto della potenza divina stessa, potenza di auto-limitazione. Māyā tattva non è quindi "illusione" nel senso che il Vedānta dà a questo termine, ma potenza dell'Assoluto, potenza creatrice dell'universo esperibile. In virtù dell'emergenza di māyā adesso l'io e il questo si separano definitivamente, l'unità originaria si frange e la Coscienza si scinde in soggetto e oggetto, si frammenta in infiniti particolari. Le categorie, d'ora in poi, non sono più quelle del soggetto unico, ma da transindividuali diventano individuali, raggruppate in tanti insiemi quanti sono gli individui.

Māyā opera attraverso una serie di cinque limitazioni, dette kañcuka ("corazza" o "guaina"). Sono queste cinque limitazioni, insieme alla māyā stessa, a costituire la prima parte del cammino impuro, caratterizzato dalla comparsa di dualismi e incompletezze:
6. māyā ("arte", "illusione"): abbandono dell'Unità; percezione del tutto come molteplice; pluralismo. Māyā tattva separa l'unità indistinta «soggetto-oggetto» delineatasi nell'Assoluto in due entità separate: il soggetto e l'oggetto. Questa scissione provoca, nell'oggetto, la perdita dei poteri dell'Assoluto: sono le cinque limitazioni, le kañcuka.
Così l'orientalista Giuseppe Tucci:
(Tucci, Op. cit., p. 118)
Le cinque limitazioni sono:
7. kalā ("frazione", ignoranza"): limitazione dell'onnipotenza; percezione del potere di azione come limitato.
8. vidyā ("conoscenza", "scienza"): limitazione dell'onniscienza; conoscenza parziale; dualismo conoscente-oggetto della conoscenza.
9. rāga ("passione", "desiderio"): limitazione della perfezione, senso di incompletezza; dualismo soggetto-oggetto del desiderio.
10. niyati ("necessità", "destino"): limitazione dell'onnipresenza; senso di finitezza; località.
11. kāla ("tempo", "stagione"): limitazione dell'eternità; percezione del tempo come lineare; causalità.
La seconda parte del cammino impuro ricalca invece, con alcune differenze interpretative, l'insieme delle 25 categorie del Sāṃkhya, con un processo di individuazione che dà luogo allo spirito (puruṣa, concetto plurale indicante il complesso di tutte le "anime", soggetti limitati), alla materia (prakṛti, intesa non soltanto come substrato materiale, bensì anche mentale), all'intelletto, al senso dell'io, al senso interno, ai cinque sensi di percezione, ai cinque sensi di azione, ai cinque elementi sottili e infine ai cinque elementi grossi.

La differenza fondamentale col Sāṃkhya sta nel fatto che mentre secondo quest'ultimo puruṣa e prakṛti sono princìpi antitetici e ultimi, qui essi sono considerati entrambi emanazioni dell'Assoluto: prakṛti è Coscienza in forma di materia inseziente (coscienza dormiente); puruṣa è Coscienza limitata e pluralmente individuata. Tale differenza ha conseguenze nella dottrina della liberazione (mokṣa, o anche mukti) e quindi ripercussioni etiche notevoli: mentre nel Sāṃkhya la liberazione è svincolarsi dall'illusorio legame con la materia, che è quindi vista come limitante se non nemica, qui la liberazione è ritorno a uno stato di unità col Tutto, materia compresa.
Nella molteplicità dei soggetti che sono così derivati dall'Assoluto, trovano quindi luogo gli individui, frazioni nelle quali la coscienza originaria si ritrova offuscata: l'Assoluto si riconosce cioè come insieme di singoli dalla consapevolezza limitata, individui in realtà dimentichi della propria condizione divina, schermati dalle cinque corazze, le kañcuka di cui sopra, che se da un lato hanno consentito all'universo e al molteplice di manifestarsi, nel contempo limitano l'individuo impedendone il riconoscimento come emanazione di Dio.

## L'Assoluto, il mondo e l'individuo
(Pratyabhijñā; citato in Vasugupta 1999, p. 122.)

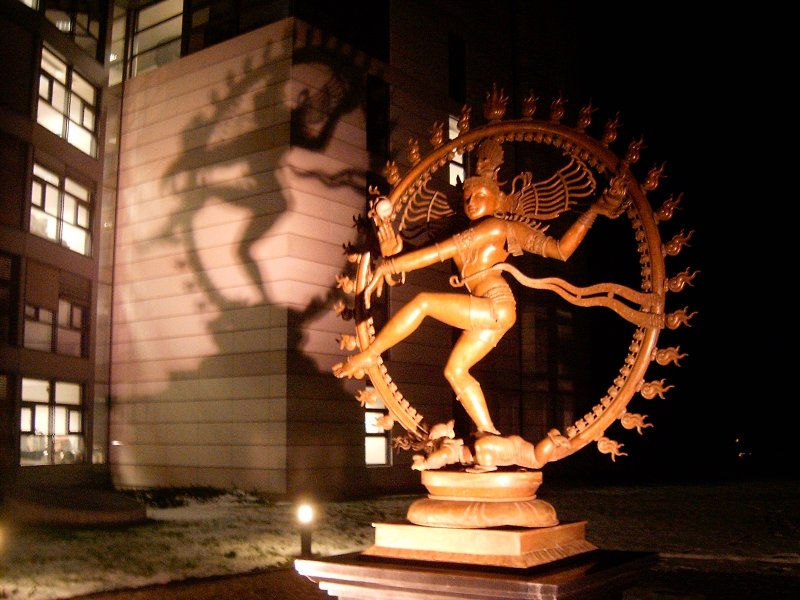
Śiva Naṭarāja, Śiva Re della danza, statua presso il CERN di Ginevra, dono del governo indiano nel 2004. La danza è una metafora dei cicli di creazione e distruzione, della perenne trasformazione del mondo manifesto.

Dunque, secondo le scuole dello scivaismo kashmiro, tutto ciò che è, è stato e sarà, ogni soggetto conoscente, ogni oggetto della conoscenza, ogni mezzo di conoscenza: tutto nell'universo è manifestazione dell'Assoluto, una forma di Śiva (quando inteso come dio personale), un Suo riflesso (ābhāsa), l'incessante evolversi (pariṇāma) della Sua emanazione, della Sua coscienza. Su questo, così si esprime uno dei testi fondamentali delle tradizioni kashmire, il Vijñānabhairava Tantra:
(Vijñānabhairava Tantra 98 (LXXV); in Vijñānabhairava. La conoscenza del tremendo, Op. cit., 2002)
E nelle Spandakārikā (VIII-IX sec.) leggiamo:
(Spandakārikā II.3-4; citato in Vasugupta 1999)
La coscienza non è qui da confondersi con le forme di conoscenza, come mette in guardia il filosofo Kṣemarāja (X-XI sec.) commentando il primo sūtra degli Śivasūtra:
(Kṣemarāja, Śivasūtravimarśinī, commento a I.1; citato in Vasugupta 1999, p. 54)
Quando Śiva è immanifesto, l'universo, tutti i possibili universi esistono in nuce in Śiva stesso, così un universo viene emanato non appena in Lui si ha uno schiudersi (unmeṣa) della coscienza. Con una significativa metafora così le Spandakārikā esprimono questo concetto:
(Spandakārikā I.1; citato in Vasugupta 1999, p. 64)
Similmente, l'universo viene riassorbito al chiudersi (nimeṣa) degli occhi di Śiva: quando la coscienza si richiude in sé stessa, l'universo scompare, e tutto può cominciare da capo. Questa cosmogonia ciclica è ben messa in evidenza dalla metafora della danza: Śiva è infatti il "Re della danza" (naṭarāja):
(Niśvāsa VII;citato in Vasugupta 1999, p. 122)
Śiva Naṭarāja all'interno dell'arco di fuoco che simboleggia la distruzione, stringe il ḍamaru, il tamburo che emette il suono primordiale che genera il creato, il tamburo a forma di clessidra che coi due triangoli vertice contro vertice, richiama all'unione del liṅga e dello yoni, del fallo e della vagina, simboli delle prime due categorie, śiva tattva e śakti tattva: il soggetto e l'oggetto (aham e idam), il dio e la sua potenza, la coppia (yāmala) cosmica. Così il filosofo Abhinavagupta (X-XI sec.), sistematore delle tradizioni śaiva, descrive la coppia cosmica:
(Abhinavagupta, Tantrāloka III, 68-69; citato in Lilian Silburn 1997, p. 45)
La metafora dell'unione sessuale, spesso rappresentata nell'iconografia classica con la coppia Śiva e Pārvatī abbracciati in uno stato di beatitudine eterno, o con l'immagine della dea Kālī che cammina o giace sul corpo immobile di Śiva col pene eretto, si presta qui a indicare proprio quelle prime due categorie che aprono il cammino puro. È la Dea, Śakti, che, nella metafora, suscitando il desiderio di Śiva, apre il cammino, un nuovo ciclo di emanazione.
Ancora Abhinavagupta, nell'incipit della Īśvarapratyabhijñāvirmaśinī, così omaggia la coppia che deriva dall'Assoluto:
(Abhinavagupta, Īśvarapratyabhijñāvirmaśinī 1.1.1; citato in Mishra 2012, p. 29)

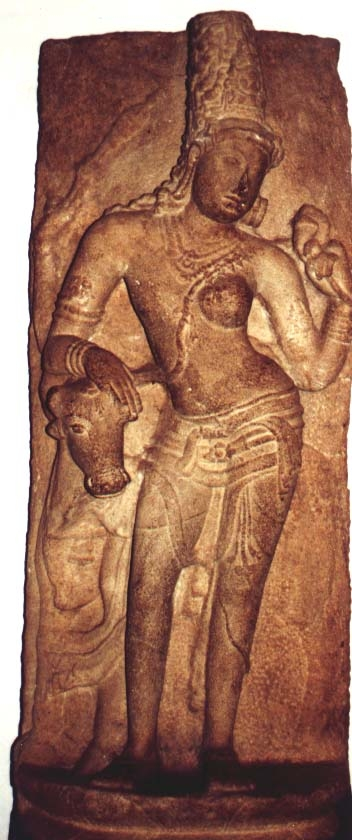
Śiva Ardhanārīśvara, il Signore metà donna.

Un altro simbolismo che forse meglio rispecchia l'unità ancora inseparata di soggetto e oggetto, di soggetto e oggetto con-fusi, è quella di Ardhanārīśvara, il "Signore metà donna": Śiva uomo nella metà destra del corpo e donna nell'altra.
Al termine del cammino puro, quando l'Assoluto si è ormai reso soggetto e oggetto distinti ma ancora insieme, è māyā tattva che opera la scissione di tale unità, dando quindi la possibilità all'Assoluto di farsi universo. Così Kṣemarāja:
(Kṣemarāja, Śivasūtravimarśinī, commento a I.2; citato in Vasugupta 1999, p. 56)
È dunque, anche nel cammino impuro, sempre e solo Paramaśiva che continua a operare in assoluta libertà (svātantrya): è Paramaśiva l'unico a possedere libera volontà. L'individuo è solo apparentemente libero, o meglio lo è fintanto che la sua coscienza non si riconosca come quella dell'Assoluto. In altre parole, il libero arbitrio dell'individuo è limitato finché egli non si ricongiunge con Paramaśiva:
(Kṣemarāja, Śivasūtravimarśinī, commento a III.8; citato in Vasugupta 1999, p. 121)
O, come molto più sinteticamente si era già espresso Vasugupta nei suoi fondamentali Śivasūtra:
(Vasugupta, Śivasūtra I.14; citato in Vasugupta 1999, p. 72)
All'individuo, pur nella sua mancanza di libero arbitrio, non è allora preclusa la strada verso la beatitudine e la libertà: egli, in quanto emanazione dell'Assoluto, possiede natura divina ma ne è dimentico, inconsapevole:
(Kṣemarāja, Śivasūtravimarśinī, commento a III.45; citato in Vasugupta 1999, pp. 158-159)
La liberazione (mokṣa) dell'individuo, conseguibile secondo queste scuole con percorsi e mezzi differenti a seconda della tradizione, è perciò intesa come un processo inverso a quello di emanazione, un processo di regressione che può ricondurlo a Paramaśiva, riassorbirlo nell'unità originaria:
(Kṣemarāja, Pratyabhijñāhṛdayaṃ, 12)
Centrale, pur con molte differenze interpretative e operative, è spesso il ruolo di quella stessa entità che ha aperto il cammino puro cominciando a delineare la distinzione fra soggetto e oggetto, la śakti, la multiforme potenza di Dio, la Dea:
(Devībhāgavata Purāṇa I.1.1)

## Le quattro scuole dello scivaismo del Kashmir
(Rabindranath Tagore, citato in G.N. Raina, The call of the spirit proved irresistible)
Come si è detto, nell'ambito dello scivaismo kashmiro possiamo distinguere tradizioni religiose poi evolutesi come scuole, e scuole filosofiche che a queste hanno fatto riferimento. I nomi che più ricorrono sono Kula, Trika e Krama fra le scuole tradizionali, e Spanda e Pratyabhijñā fra le scuole esegetiche. In realtà il Trika è sia una tradizione religiosa sia una scuola esegetica, in quanto elaborazione del filosofo Abhinavagupta e dei suoi successori.

### Il Kula e il Trika

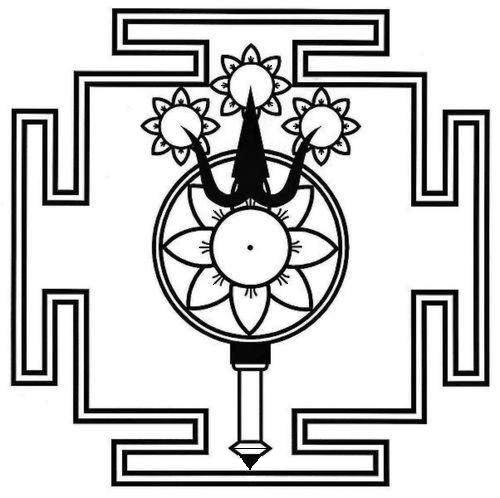
Una riproduzione schematica del triśūlābjmaṇḍala, il mandala del tridente e dei loti, adoperato in uno dei culti visionari della scuola del Trika.

Con il termine Kula, o Kaula, gli studiosi così tendono oggi a etichettare un insieme variegato di tradizioni religiose originatosi da sette shivatite molto antiche, quali ad esempio i Kāpālika, i Pāśupata (II secolo) e i Lākula, tradizioni lontane dall'ortoprassi dei Purāṇa, sette che adottavano culti trasgressivi, visionari, prediligendo divinità terrifiche anziché benefiche. Non è propriamente corretto perciò definire il Kula una scuola, quanto piuttosto un alveo nel quale sono confluite visioni con alcuni fondamentali tratti in comune: lessico, teologia, pratiche rituali. Occorre però ricordare che tradizionalmente il Kula è ritenuta una tradizione fondata da Macchanda, ritenuto discendente del mitico Tryambaka, enunciatore dei 64 testi tantrici non dualisti, gli Āgama Śāstra.
Kula in sanscrito significa "famiglia", nel senso di "totalità": con questo termine nella letteratura religiosa tradizionale ci si riferisce invece all'insieme delle potenze divine che dànno origine alla realtà sensibile, una totalità che è espressione della potenza dell'Assoluto, quindi realtà suprema e indifferenziata.

Nell'insieme del Kula, inteso come gruppo di tradizioni, si sono successivamente distinte quattro correnti principali, che tradizionalmente sono associate ai quattro punti cardinali. Dalla tradizione orientale, la Pūrva-āmnāya, si ritiene sia originato il Trika, che in quanto scuola esegetica è stata successivamente sistematizzata dal filosofo Abhinavagupta. Trika vuol dire "triade": il sistema interpretativo della scuola è infatti caratterizzato da un insieme di triadi, espressioni del triplice aspetto della realtà: Śiva, Potenza, Uomo.
Fra i testi principali, oltre i Tantra non dualisti (fra i quali principalmente il Mālinīvijaya, il Devyāyāmala, il Tantrasadbhāva e il Vijñānabhairava Tantra): il commento Śivasūtravimarśinī di Kṣemarāja agli Śivasūtra di Vasugupta; il Tantrāloka di Abhinavagupta, e il relativo commento di Jayaratha, il Tantrālokavārttika.

### Krama
Il termine krama significa "progressione", "gradazione" o "successione", termini intesi come "progressione spirituale", "perfezionamento graduale dei processi mentali" (vikalpa): "successione degli stati che la coscienza attraversa nel suo manifestarsi".
Questa scuola, originaria dell'Uḍḍiyana, nell'attuale Pakistan, si è sviluppata a partire dal VII secolo d.C. come esegesi della tradizione tantrica del Kula denominata Uttara-āmnāya ("tradizione settentrionale"), tradizione centrata sul culto della dea Kālī.
La scuola pone l'attenzione sui movimenti energetici, raffigurati come ruote che girano e tradizionalmente associati alle potenze Divine (śakti). Lo sviluppo della coscienza consiste nel ritrovare in ogni movimento la ruota principale, il cui centro è la Coscienza Suprema, attorno a cui girano le ruote secondarie. Il divino femminile risveglia e dirige il movimento, la Dea proietta l'universo – azione centrifuga – e Śiva, Coscienza Suprema, lo riassorbe – azione centripeta.
Concentrandosi sull'azione delle Potenze, il Krama pone particolare enfasi sulla trasmissione attraverso le donne.
I testi di questa corrente finora pervenuti sono assai pochi, tra questi senz'altro il Kālikā-stotra di Jñānanetra. Opera perduta di Abhinavagupta è invece il Kramakeli. Occorre poi menzionare il Mahānayaprakāsha, di autore ignoto, contemporaneo o di poco posteriore ad Abhinavagupta, che descrive i processi delle energie e le pratiche volte a prenderne coscienza.

### Spanda
Il termine spanda, che vuol dire "vibrazione", "energia vibrante", è stato introdotto da Vasugupta e ripreso dal suo discepolo Bhaṭṭa Kallaṭa nella Spandakārikā (VIII-IX secolo). Nella scuola esegetica che da quest'opera prende il nome, il Principio ultimo è concepito come un movimento perpetuo, fonte di ogni creazione e dissoluzione. L'essenza di questa vibrazione è l'estatica coscienza, potenza di Śiva, in perenne rinnovo.
Sebbene il metodo proposto sia graduale, il nucleo di questa filosofia è definito come un "salto" o un'improvvisa adesione al Reale che trascende completamente la divisione tra conoscente e conosciuto, e che consente allo yogi di vedere tutto l'universo come il proprio "corpo" o come l'espansione della propria energia. Chi raggiunge tale stato è chiamato Yogeśvara, "Signore degli yogi".
I testi più importanti di questa scuola sono il Vijñānabhairava Tantra, di autore ignoto; e quelli classificati come Spanda Śāstra: gli Śivasūtra di Vasugupta, col commento Śivasūtravārttika di Bhāskara; la Spandakārikā, coi commenti Spandanirṇaya e Spandasaṃdoha di Kṣemarāja, e lo Spandaviṛtti di Bhaṭṭa Kallaṭa.

### Pratyabhijñā
Il termine pratyabhijñā vuol dire "riconoscimento", con riferimento al fine spirituale della scuola: riconoscimento della propria natura come divina, il riconoscersi cioè in Śiva, Realtà Ultima, descritto come Suprema Coscienza e Signore Supremo.
La scuola Pratyabhijñā è stata fondata alla fine del IX secolo da Somānanda e sistematizzata dal suo discepolo Utpaladeva. Le opere fondamentali sono quelle del Pratyabhijñā Śāstra: gli Śivadṛṣṭi e la Śāktavijñāna di Somānanda; la Īśvarapratyabhijñākārikā di Utpaladeva; i due commenti di Abhinavagupta a quest'opera: la Īśvarapratyabhijñāvirmaśinī e la Īśvarapratyabhijñāvivṛitivirmaśinī; il Pratyabhijñāhṛdya di Kṣemarāja.
Questa scuola può essere definita come anupāya, cioè "priva di mezzi", dal momento che l'identificazione dell'"io" individuale con l'"io" universale non richiede nessuna disciplina psicofisica o pratica religiosa particolare, ma soltanto la comprensione metafisica della natura divina quale essenza unica nel mondo.

## La liberazione
Come tutte le altre darśana indù, anche lo scivaismo kashmiro mostra al seguace un fine che è la liberazione (mokṣa), intesa qui come affrancamento da quelle impurità (mala) che offuscano la vera natura del sé, quindi come la riacquisizione di uno stato che già preesisteva. Il filosofo Utpaladeva esprime questo concetto descrivendolo come "diventare ciò che si è già diventati".
Le impurità sono di tre tipi:
- āṇava mala, che dà luogo all'ego, al senso dell'io cioè, identificando, erroneamente, la Coscienza assoluta (Śiva) con quella dell'individuo (aṇu);
- māyīya mala, che origina il dualismo soggetto-resto del mondo;
- kārma mala, che causa l'azione volontaria (karman) finalizzata all'ottenimento di qualcosa.[82]

Queste tre impurità sono conseguenza una dell'altra: l'auto-limitazione della Coscienza genera il senso di differenziazione, che a sua volta spinge ad agire per cercare di possedere qualcosa che si reputa non avere, o viceversa, disfarsi di qualcosa che si ritiene negativo. Così Abhinavagupta:
(Abhinavagupta, Īśvarapratyabhijñāvirmaśinī, 3.2.5; citato in Mishra 2012, p. 332)
La liberazione è quindi il riconoscimento (pratyabhijñā) della propria natura quale Coscienza assoluta:
(Vasugupta, Śivasūtra, III.25; citato in Vasugupta 1999)
"Diventare ciò che si è già" è dunque diventare Śiva, riconoscersi Dio. Questo traguardo non è inteso come premio post-mortem, ma come obiettivo da ottenere nella vita attuale. Colui che raggiunge il moksa è detto liberato in vita, jīvanmukti. Il liberato in vita non vive affatto in uno stato di isolamento, non è un rinunciante, al contrario in lui è ben vivo il senso di unità col mondo. Il suo agire non è però finalizzato, non è karman: è kriyā, attività spontanea e gioiosa, assolutamente non egoistica, puro gioco interamente abbandonato nel Sé:
(Utpaladeva, Īśvarapratyabhijñākārikā, 4.1.12; citato in Mishra 2012, p. 344)
Il jīvanmukti non rinuncia né al mondo né ai suoi piaceri, come illustra questo testo delle tradizioni del Kula:
(Kulārṇava Tantra, 9.76; citato in Mishra 2012, p. 340)

### Le strade della liberazione
Nel Tantrāloka Abhinavagupta classifica tutti i differenti metodi di liberazione in quattro categorie (jñānacatuṣka, "quadruplice conoscenza") che egli chiama upayā (lett. "mezzo", "strumento"):
- Mezzo senza mezzi (anupayā): dominio della trascendenza; livello dell'Assoluto (Paramaśiva)
- Mezzo divino (śāmabhavopāya): dominio dell'immanenza percepita come unità; livello del divino (Śiva): supremo (para)
- Mezzo potenziato (śāktopāya): dominio dell'immanenza percepita come unità nella differenza; livello della potenza divina (Śakti): supremo-non supremo (parāpara)
- Mezzo individuale (āṇavopāya): dominio dell'immanenza percepita come differenziata; livello dell'individuo (nara): non supremo (apara).

Le ultime tre categorie si trovano già menzionante nel Mālinīvijaya Tantra, dal cui testo e da altri Abhinavagupta ne deriva la definizione:
(Mālinīvijaya Tantra, 2.21-23; citato da Abhinavagupta; citato in Dyczkowski 2013, p. 231)
A queste tre classi di mezzi, che operano nel dominio di ciò che è manifesto, il filosofo aggiunge un ulteriore mezzo che in realtà non contempla "mezzi", nel senso in cui tale termine è inteso nei primi tre (pratiche specifiche più o meno differenziate), ma pertiene al dominio della trascendenza ed è da intendersi sia come obbiettivo ultimo di qualsiasi altro mezzo, sia come esperienza diretta che la realtà ha di sé stessa (percezione immediata):
(Abhinavagupta, Tantrāloka, 2.38; citato in Dyczkowski 2013, p. 237)
In tal senso, «il quarto mezzo (anupāya, lett. "senza mezzo") è la liberazione stessa»; è quello che nella scuola della Pratyabhijñā è definito "riconoscimento" (pratyabhijñā): questa scuola, infatti, non prevede pratiche specifiche così come intese nella tradizione del Trika o nella scuola dello Spanda, ma si affida alla pura riflessione metafisica sulla natura della Realtà Ultima, che è Coscienza, assoluta, libera e indifferenziata. Così infatti Kṣemarāja definisce il riconoscimento:
(Kṣemarāja, Spandanirṇaya; citato in Dyczkowski 2013, p. 241)
Le persone che si trovano nello stato definito come "mezzo privo di mezzi" sono persone particolari, persone che hanno dissolto ogni distinzione e si trovano permanentemente in congiunzione col supremo indifferenziato, essi effondono grazia e favoriscono la liberazione di chi con loro si identifica.
Di seguito una tabella schematica illustrante i mezzi di realizzazione da differenti punti di vista:
| Mezzo         | livello del    | categoria                | potenza di                 | dominio della       | tipo di pensiero            | modalità di percezione | livello dello yoga                    |
| ------------- | -------------- | ------------------------ | -------------------------- | ------------------- | --------------------------- | ---------------------- | ------------------------------------- |
|               |                |                          |                            |                     |                             |                        |                                       |
| senza mezzi   | Assoluto       | le prime due             | intelligenza e beatitudine | trascendenza        | non pensiero                | coscienza assoluta     | congiunzione naturale                 |
| anupayā       | Paramaśiva     | śiva-śakti               | cit, ānanda                | anuttara            | avikalpa                    |                        | sahaja samādhi                        |
|               |                |                          |                            |                     |                             |                        |                                       |
| divino        | divinità       | ("io sono questo mondo") | volontà                    | unità               | spontaneo                   | immediata              | congiunzione attiva                   |
| śāmabhavopāya | Śiva           | sadāśiva                 | icchā                      | abheda              | nirvikalpa                  |                        | nirvikalpa samādhi                    |
|               |                |                          |                            |                     |                             |                        |                                       |
| potenziato    | potenza divina | ("questo mondo sono io") | conoscenza                 | unità differenziata | intenzionale interiorizzato | sintetica              | meditazione, concentrazione, distacco |
| śāktopāya     | Śakti          | īśvara                   | jñāna                      | bhedābheda          | vikalpātmaka                |                        | dhyāna, dhāraṇā, pratyāhāra           |
|               |                |                          |                            |                     |                             |                        |                                       |
| individuale   | individuo      | ("io sono e il mondo è") | attività                   | differenziazione    | intenzionale esteriorizzato | analitica              | respirazione e posture                |
| āṇavopāya     | nara           | śuddhavidyā              | kriyā                      | bheda               | vikalpa                     |                        | prāṇāyāma, āsana                      |

#### Il mezzo divino
(Abhinavagupta, Tantrāloka, 1.247; citato in Dyczkowski 2013, p. 242)
I metodi che sono classificati in questa categoria sono quelli che consentono la comprensione della Realtà Ultima prima che mezzi di conoscenza (le razionalizzazioni in genere) e oggetti della conoscenza (quello che si ritiene essere altro da sé) entrino in gioco. È quella percezione immediata che si consegue fermando la volontà al sorgere della consapevolezza. Molte pratiche dello Spanda appartengono a questa categoria, spanda può infatti essere interpretato come «l'intento della coscienza non ristretto ad alcun oggetto specifico».
Negli Śivasūtra il mezzo divino è inteso nel senso di "slancio" (udyama), "elevazione" che conduce in modo improvviso, senza alcuna tecnica, a intuire l'unità di tutte le cose. Questo mezzo è infatti associato alla terza categoria, Sadāśiva, effetto della potenza di volontà (icchāśakti): secondo Abhinavagupta, che si rifà a Somānanda, la volontà è ciò in cui preesiste ogni effetto successivo, ancor prima che questo si di determini sul piano del pensiero discorsivo o su quello dell'azione. È in questo momento che il mezzo divino opera, in questo "primo incresparsi del mare tranquillo della Coscienza". Il praticante che si trova in questo stadio è dunque "divino" nel senso che egli agisce come Sadāśiva, la volontà che desidera creare.
Il mezzo divino è però anche interpretato come un risveglio che può avvenire nel praticante per opera della "grazia di Śiva" (śaktipāta). Questo senza dimenticare che Śiva non è tanto il dio personale che dall'alto salva il fedele con il suo intervento, quanto piuttosto quell'unica realtà che tutto pervade, la Coscienza.

#### Il mezzo potenziato
Si tratta di pratiche interiori, che si esercitano nel mentale (cetas) con l'attenzione centrata sul flusso dei mezzi di conoscenza (pramāṇa), quando cioè il soggetto comincia a operare rappresentazioni mentali (vikalpa) della realtà che lo circonda, e che egli deve cercare di ricondurre alla pura consapevolezza (percezione sintetica), prima che queste creino differenziazioni. Anche se alcune delle pratiche che appartengono a tale classe sono in effetti presentate come se appartenessero a quella delle pratiche individuali (i riti o la recitazione di mantra, per esempio), esse sono vissute dallo yogin come pratiche interiori e in tal senso reinterpretate. L'attenzione del praticante non è pertanto quella del mero esecutore del rito che resta sul gesto e sugli oggetti, quanto quella che si eleva sulle potenze che vi operano in quanto espressioni specifiche della potenza della Coscienza, la Sua Śakti cioè, la potenza di Śiva (da cui il nome: "potenziato"). In questo stadio gli oggetti si trovano sospesi in un dominio che già non è più quello dell'unità, essendo cominciate le rappresentazioni mentali che ne specificano le caratteristiche, ma che ancora non è, e non deve essere, quello della completa differenziazione, là dove invece esercitano la parola e l'azione:
(Abhinavagupta, Tantrāloka, I.214 e I.230; in Abhinavagupta 2013)
Come esempio, nel quarto capitolo del suo Tantrāloka, Abhinavagupta reinterpreta il Grande Rito Sacrificale (il Mahāyāga) quale rito interiore: l'abluzione iniziale è l'immersione del pensiero nella cenere con cui si è bruciata la dualità; la venerazione è riunire le parti della propria coscienza; la recitazione dei mantra è la risonanza della consapevolezza, e così via. D'altronde, già nel Vijñānabhairava Tantra leggiamo:
(Vijñānabhairava Tantra, 145; in Vijñānabhairava. La conoscenza del tremendo 2002)
O, negli Śivasūtra, una lettura in senso inverso suggerisce un'interpretazione "potenziata" del quotidiano:
(Śivasūtra, III.27; in Vasugupta 1999, p. 138)

#### Il mezzo individuale

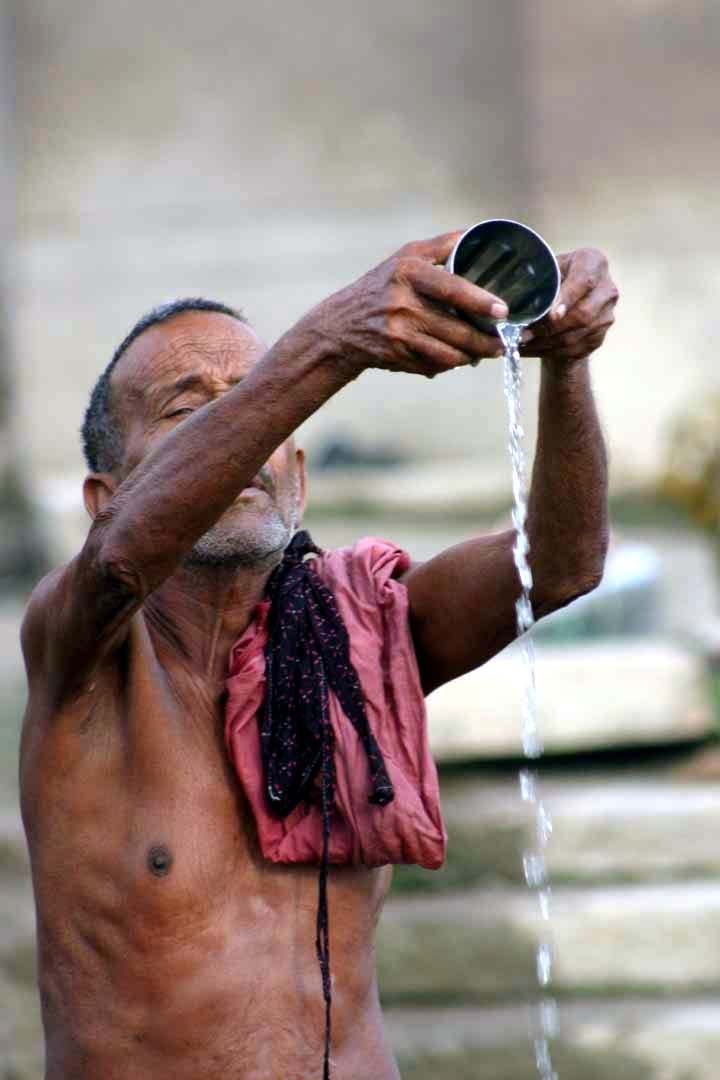
Un devoto esegue un rito sul fiume Gange presso Varanasi. Tutte le attività rituali, votive, ma anche lo yoga fisico e la recitazione di mantra, eccetera, fanno parte del mezzo individuale. Secondo alcuni esponenti dello scivaismo kashmiro, queste sono attività destinate a chi «difetta di una costante e vigile attenzione».

Questa classe comprende tutte quelle forme esteriori di realizzazione che il singolo individuo può praticare, quali ad esempio i riti, l'adorazione, la recitazione di mantra, la pratica dello yoga del corpo.
Sono pratiche che operano nel dominio della realtà percepita come differenziata: è questo l'ultimo stadio di emanazione della Coscienza, frammentata ora in infiniti oggetti apparentemente indipendenti l'uno dall'altro. La percezione del praticante è qui necessariamente analitica: da un lato l'individuo completamente identificato col proprio organismo psicofisico, dall'altro gli oggetti, tutto ciò che è altro da sé. Al praticante non resta che agire (spiritualmente) in modo da rendere manifesta la relazione fra sé e il mondo, e in questo modo purificare questa stessa percezione col fine di espandere la propria consapevolezza.
Abhinavagupa reinterpreta lo Yoga come l'azione (kyriyā) che rimuove le tracce latenti (vāsanā) della percezione differenziata (vikalpa) derivanti dalle impurità (mala) che hanno contratto la Coscienza. Il modello di questo yoga è sempre quello degli Yoga Sūtra di Patañjali ma ne differisce perché non prevede le prime due membra, yama (le proibizioni) e niyama (le discipline):
(Abhinavagupta, Tantrāloka, IV.87-88; in Abhinavagupta 2013)
Il termine "yoga" acquista qui un senso più vicino al suo significato etimologico ("unione"): unire quegli elementi dell'esperienza (i tattva) che costituiscono l'interezza della Coscienza. La via yogica secondo il tantrismo non è altro che lo stesso processo di emanazione dell'Assoluto che diede origine al mondo, percorso però "all'incontrario", dagli elementi grossolani e quelli sottili ai sensi di percezione e azione, alla mente, all'intelletto e quindi oltre il dominio di Māyā, fino alla Coscienza, che:
(Abhinavagupta, Tantrāloka, 8.8; citato in Dyczkowski 2013, p. 281)
La meta, di questo come degli altri mezzi precedentemente descritti, resta dunque pur sempre la liberazione (mokṣa) dal ciclo delle rinascite (saṃsāra), liberazione che è però qui intesa in senso metafisico: liberazione da tutto ciò che non consente di percepire sé stessi e il mondo come un tutt'uno, liberarsi cioè dall'ignoranza spirituale (avidyā, o anche ajñāna, lett.: "senza conoscenza") e tornare a percepire il mondo come indifferenziato, al di là di ogni limitazione.
(Mark Dyczkowski, in Dyczkowski 2013, p. 291.)
La rinascita è invece tornare a limitarsi, differenziarsi per identificarsi col proprio ego, la propria mente e i propri sensi. In parole esplicite così si esprime un tantra della scuola Krama citato da Kṣemarāja:
(Kālikākrama; citato in Vasugupta 1999, p. 145.)